# Herstel-NL

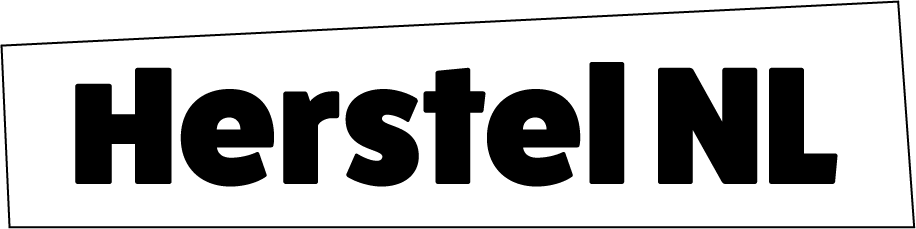
Logo der Organisation

Herstel-NL ist eine soziale Organisation in den Niederlanden, die sich im Februar 2021 konstituierte, um sich für das Ende der strengen Corona-Schutzmaßnahmen einzusetzen, welche in den Niederlanden u. a. in der Form eines Lockdown im Dezember 2020, erlassen wurden. Die Grundlage bildete ein Artikel des streitbaren Ökonomen und Politologen Robin Fransman (1968–2021) über die gesellschaftliche Kosten-Nutzen-Analyse der Corona-Regeln in der Wirtschaftszeitschrift ESB am 3. April 2020.
Der Name (zusammengesetzt aus herstel, deutsch: Wiederherstellung, und dem Landeskürzel der Niederlande) wird auch als Herstel.NL (so auf Reklametafeln) oder Herstel NL (im Logo der Website) wiedergegeben.

## Öffentlicher Aufruf und nationale Kampagne
Die Organisation bestand zunächst aus ihrem Gründer Fransman und einer Gruppe von 15 Ökonomen, Künstlern und anderen Experten, darunter die Hochschulprofessoren Barbara Baarsma, Ira Helsloot und Coen Teulings. Am 4. Dezember 2020 veröffentlichten sie einen öffentlichen Aufruf für eine durchdachtere Corona-Politik. Die an die Regierung gerichtete Kernbotschaft war eine differenziertere Coronapolitik walten zu lassen. Darunter die Forderung nach einer rechnerischen Neubeurteilung durch das RIVM, der niederländischen Entsprechung des deutschen RKI, um einen zielgerichteten Schutz vulnerabler Gruppen zu erreichen, damit nicht alle Bürger unterschiedslos eingeschränkt werden.
Herstel-NL betrachtete den harten Lockdown im Dezember 2020 als unverhältnismäßig und weist darauf hin, dass der Lockdown neben wirtschaftlichen Schäden auch gesundheitliche Schäden verursacht.
Nachdem dieser Appell von der Regierung zurückgewiesen wurde, wurde im Januar 2021 eine Öffentlichkeitskampagne beschlossen. Am 18. Februar 2021 startete die Kampagne dann mit Plakaten in der Außenwerbung und Radiospots und wurde durch ein Crowdfunding finanziert. Der verwendete Slogan lautete: ‘Er is een plan waarmee Nederland open kan’ (deutsch: „Es gibt einen Plan, mit dem die Niederlande öffnen können“).
Das drei Monate zuvor gegründete Artsen Covid Collectief, eine Gruppe, die nach eigenen Angaben 1.500 Künstler hinter sich vereinigt, unterstützte die Kampagne.

## Kritik
In der Talkshow Op1 auf NPO 1 vom 18. Februar 2021 erläuterte Coen Teuling die Idee „sichere Zonen“ für gefährdete Personen einzurichten. Dies stieß auf Kritik von mehreren Seiten
- Arnoud Boot, ebenfalls Professorin, bescheinigte Teulings in der Rolle als unabhängiger Wissenschaftler versagt zu haben.[9]

- In einer Pressekonferenz vom 23. Februar 2021 bezeichnete der scheidende Minister Hugo de Jonge die Vorschläge als nicht umsetzbar und zudem „lebensgefährlich“. „Man kann nicht wollen, die eine Hälfte der Gesellschaft hinter die Geranien zu setzen damit der Rest wieder Blumen nach draußen stellen kann.“[10]

Einige Tage später zogen sich jedoch Teulings und Baarsma aus der Organisation zurück. Nach Angaben der Leitung Herstel-NL soll dies nach politischem Druck erfolgt sein. Die beiden Professoren bestreiten dies.
Laut Fransman sei es ein Missverständnis, dass Herstel-NL 'Alte in Reservaten unterbringen' wolle oder 'alles öffnen' möchte. Es ging ihnen gerade darum, einen besseren Ausgleich zwischen den Interessen von Menschen mit einer anfälligen Gesundheit einerseits zu suchen und Menschen, die durch den Lockdown Nachteile erleiden, z. B. Studenten, Ladenbesitzer und Menschen, die in der Gastronomie arbeiten.
Um dies klarer herauszustellen, wurde am 8. März 2021 eine neue Öffentlichkeitskampagne in Zeitung und Fernsehen gestartet.

## Das Schicksal des Gründers
Der Initiator Robin Fransman machte am 3. Dezember 2021 via Twitter bekannt, dass er positiv auf den, die Covid-Erkrankung verursachenden, Krankheitserreger SARS-CoV-2 getestet wurde. Dies kommentierte er mit: „Corona positiv. Das wurde auch mal Zeit.“ Kurz darauf wurde er in das OLVG-Krankenhaus in Amsterdam eingeliefert, wo er am 28. Dezember 2021 an den Folgen der Infektion starb. Fransman wollte sich nicht impfen lassen und äußerte sich öffentlich stets kritisch zur Wirkung und Akzeptanz von Impfstoffen.